# Uroctea gambronica
Espèce
Uroctea gambronica est une espèce d'araignées aranéomorphes de la famille des Oecobiidae.

## Distribution
Cette espèce est endémique du Hormozgan en Iran. Elle se rencontre vers Bandar Abbas. 

## Description
Le mâle holotype mesure 8,85 mm.

## Étymologie
Son nom d'espèce lui a été donné en référence au lieu de sa découverte, Gambron.

## Publication originale
- Zamani & Bosselaers, 2020 : « The spider family Oecobiidae (Arachnida: Araneae) in Iran, Afghanistan and Turkmenistan. » European Journal of Taxonomy, no 726, p. 38-58.